# Coppa Europa di atletica leggera 1975
La quinta edizione della Coppa Europa di atletica leggera si svolse il 16 e 17 agosto 1975 a Nizza, in Francia.
Entrambe le competizioni videro la vittoria della Germania Est.

## Formula
Per ciascuna delle due competizioni le squadre finaliste vennero selezionate attraverso tre semifinali. Per la gara maschile, che vedeva iscritte 25 nazioni, fu necessario un turno preliminare. Per la prima volta alle finali parteciparono otto formazioni: oltre alle sei nazionali qualificatesi nelle semifinali furono ammesse di diritto le vincitrici della precedente edizione e la Francia, in qualità di paese organizzatore.

### Coppa maschile
Il turno preliminare si svolse su due gironi disputati il 14 e 15 giugno a Lisbona e Atene.
| Pos. | Nazione     | Punti |
| ---- | ----------- | ----- |
| 1    | Spagna      | 114   |
| 2    | Svizzera    | 110   |
| 3    | Belgio      | 93    |
| 4    | Paesi Bassi | 88    |
| 5    | Portogallo  | 65    |
| 6    | Islanda     | 46    |
| 7    | Irlanda     | 43    |

| Pos. | Nazione   | Punti |
| ---- | --------- | ----- |
| 1    | Romania   | 94    |
| 2    | Bulgaria  | 92    |
| 3    | Grecia    | 90    |
| 4    | Norvegia  | 59    |
| 5    | Austria   | 47    |
| 6    | Danimarca | 45    |

Le tre semifinali si disputarono il 12 e 13 luglio a Torino, Londra e Lipsia.
| Pos. | Nazione        | Punti |
| ---- | -------------- | ----- |
| 1    | Germania Ovest | 101   |
| 2    | Italia         | 83    |
| 3    | Romania        | 65    |
| 4    | Ungheria       | 62    |
| 5    | Cecoslovacchia | 61    |
| 6    | Belgio         | 47    |

| Pos. | Nazione          | Punti |
| ---- | ---------------- | ----- |
| 1    | Polonia          | 92    |
| 2    | Regno Unito      | 91    |
| 3    | Unione Sovietica | 80    |
| 4    | Svezia           | 68    |
| 5    | Spagna           | 49    |
| 6    | Bulgaria         | 38    |

| Pos. | Nazione      | Punti |
| ---- | ------------ | ----- |
| 1    | Germania Est | 98    |
| 2    | Finlandia    | 89    |
| 3    | Francia      | 71,5  |
| 4    | Jugoslavia   | 61,5  |
| 5    | Svizzera     | 55    |
| 6    | Grecia       | 43    |

### Coppa femminile
Le tre semifinali si disputarono a Budapest, Lüdenscheid e Sofia
| Pos. | Nazione          | Punti |
| ---- | ---------------- | ----- |
| 1    | Unione Sovietica | 68    |
| 2    | Romania          | 50    |
| 3    | Ungheria         | 46    |
| 4    | Francia          | 37    |
| 5    | Austria          | 36    |
| 6    | Belgio           | 34    |

| Pos. | Nazione        | Punti |
| ---- | -------------- | ----- |
| 1    | Polonia        | 63    |
| 1    | Germania Ovest | 63    |
| 3    | Finlandia      | 48    |
| 4    | Cecoslovacchia | 44    |
| 5    | Italia         | 38    |
| 6    | Danimarca      | 21    |

| Pos. | Nazione      | Punti |
| ---- | ------------ | ----- |
| 1    | Germania Est | 77    |
| 2    | Bulgaria     | 54    |
| 3    | Regno Unito  | 53    |
| 4    | Paesi Bassi  | 32    |
| 5    | Svezia       | 31    |
| 6    | Jugoslavia   | 26    |

## Classifiche finali
| Pos. | Nazione          | Pt. |
| ---- | ---------------- | --- |
| 1    | Germania Est     | 112 |
| 2    | Unione Sovietica | 109 |
| 3    | Polonia          | 100 |
| 4    | Regno Unito      | 83  |
| 5    | Germania Ovest   | 83  |
| 6    | Finlandia        | 83  |
| 7    | Francia          | 80  |
| 8    | Italia           | 68  |

| Pos. | Nazione          | Pt. |
| ---- | ---------------- | --- |
| 1    | Germania Est     | 97  |
| 2    | Unione Sovietica | 77  |
| 3    | Germania Ovest   | 64  |
| 4    | Polonia          | 57  |
| 5    | Romania          | 52  |
| 6    | Bulgaria         | 47  |
| 7    | Regno Unito      | 39  |
| 8    | Francia          | 35  |

## Risultati individuali

### Uomini
| Specialità | Oro                   | Prestazione | Argento                  | Prestazione | Bronzo               | Prestazione |
| 100 metri | Valeriy Borzov        | 10"40       | Pietro Mennea            | 10"40       | Alexander Thieme     | 10"53       |
| 200 metri | Pietro Mennea         | 20"42       | Valeriy Borzov           | 20"61       | Antti Rajamäki       | 20"97       |
| 400 metri | David Jenkins         | 45"52       | Markku Kukkoaho          | 45"56       | Jerzy Pietrzyk       | 45"67       |
| 800 metri | Steve Ovett           | 1'46"56     | Dieter Fromm             | 1'47"36     | Vladimir Ponomaryov  | 1'47"64     |
| 1 500 metri | Thomas Wessinghage    | 3'39"1a     | Bronisław Malinowski     | 3'39"8a     | Frank Clement        | 3'40"1a     |
| 5 000 metri | Brendan Foster        | 13'36"18    | Enn Sellik               | 13'42"8a    | Manfred Kuschmann    | 13'44"78    |
| 10 000 metri | Karl-Heinz Leiteritz  | 28'37"2a    | Dave Black               | 28'42"2a    | Giuseppe Cindolo     | 28'48"0a    |
| 3 000 metri siepi | Michael Karst         | 8'16"4a     | Frank Baumgartl          | 8'17"6a     | Bronisław Malinowski | 8'18"6a     |
| 110 metri ostacoli | Guy Drut              | 13"57       | Thomas Munkelt           | 13"78       | Viktor Myasnikov     | 13"88       |
| 400 metri ostacoli | Alan Pascoe           | 49"00       | Jean-Claude Nallet       | 49"38       | Jerzy Hewelt         | 50"59       |
| 4×100 metri | Unione Sovietica      | 38"98       | Germania Est             | 39"00       | Italia               | 39"32       |
| 4×400 metri | Regno Unito           | 3'02"9a     | Germania Ovest           | 3'03"4a     | Finlandia            | 3'04"1a     |
| Salto in alto | Aleksandr Grigoryev   | 2,24        | Paul Poaniewa            | 2,22        | Rolf Beilschmidt     | 2,20        |
| Salto con l'asta | Władysław Kozakiewicz | 5,45        | Antti Kalliomäki         | 5,40        | Yuriy Isakov         | 5,40        |
| Salto in lungo | Grzegorz Cybulski     | 8,15        | Valeriy Podluzhniy       | 7,92        | Peter Rieger         | 7,70        |
| Salto triplo | Viktor Saneev         | 16,97       | Christian Valétudié      | 16,70       | Andrzej Sontag       | 16,32       |
| Getto del peso | Geoff Capes           | 20,75       | Heinz-Joachim Rothenburg | 20,33       | Valerij Vojkin       | 19,47       |
| Lancio del disco | Wolfgang Schmidt      | 63,16       | Pentti Kahma             | 62,70       | Hein-Direck Neu      | 62,20       |
| Lancio del martello | Karl-Hans Riehm       | 77,50       | Valentin Dmitrenko       | 77,22       | Jochen Sachse        | 76,04       |
| Lancio del giavellotto | Nikolay Grebnyev      | 84,30       | Piotr Bielczyk           | 82,00       | Seppo Hovinen        | 81,02       |
| record mondiale; record mondiale stagionale; record europeo; record europeo stagionale; record dei campionati; record nazionale; record personale; record personale stagionale. |                       |             |                          |             |                      |             |

### Donne
| Specialità | Oro                 | Prestazione | Argento               | Prestazione | Bronzo            | Prestazione |
| 100 metri | Renate Stecher      | 11"29       | Andrea Lynch          | 11"37       | Irena Szewińska   | 11"41       |
| 200 metri | Renate Stecher      | 22"63       | Irena Szewińska       | 22"84       | Annegret Richter  | 23"28       |
| 400 metri | Irena Szewińska     | 50"50       | Ellen Streidt         | 50"61       | Donna Murray      | 51"30       |
| 800 metri | Mariana Suman       | 2'00"6a     | Ulrike Klapezynski    | 2'00"7a     | Lilyana Tomova    | 2'01"1a     |
| 1 500 metri | Waltraud Strotzer   | 4'08"0a     | Natalia Andrei        | 4'08"4a     | Tatyana Kazankina | 4'08"9a     |
| 100 metri ostacoli | Annelie Ehrhardt    | 12"83       | Grażyna Rabsztyn      | 12"85       | Natalya Lebedeva  | 12"93       |
| 4×100 metri | Germania Est        | 42"81       | Unione Sovietica      | 43"19       | Germania Ovest    | 43"58       |
| 4×400 metri | Germania Est        | 3'24"0a     | Regno Unito           | 3'26"6a     | Unione Sovietica  | 3'27"0a     |
| Salto in alto | Rosemarie Ackermann | 1,94        | Ulrike Meyfarth       | 1,92        | Virginia Ioan     | 1,86        |
| Salto in lungo | Lidiya Alfeyeva     | 6,76        | Christa Striezel      | 6,56        | Jacqueline Curtet | 6,36        |
| Getto del peso | Marianne Adam       | 21,32       | Svetlana Krachevskaya | 20,53       | Ivanka Khristova  | 20,24       |
| Lancio del disco | Faïna Mel'nyk       | 66,54       | Gabriele Hinzmann     | 64,72       | Argentina Menis   | 63,60       |
| Lancio del giavellotto | Ruth Fuchs          | 64,80       | Svetlana Babich       | 61,88       | Lyutvian Mollova  | 58,36       |
| record mondiale; record mondiale stagionale; record europeo; record europeo stagionale; record dei campionati; record nazionale; record personale; record personale stagionale. |                     |             |                       |             |                   |             |